# Pirofilija (parafilija)
Pirofilija je relativno rijedak oblik parafilije u kojoj seksualno uzbuđenje izaziva vatra, odnosno aktivnosti vezane uz izazivanje vatre. Od piromanije se razlikuje po tome što je pirofilima užitak seksualne prirode.
Dio stručnjaka odbacuje pojam pirofilije, odnosno smatra ga istovjetnim s piromanijom.

## Stručna literatura
- Larry C. Litman. Veljača 1999. A case of pyrophilia. CPA Bulletin: 18–20
- Fire fetishism, diagnostic and clinical implications: A review of two cases. Canadian Journal of Psychiatry. 32 (6): 459–462. 1987 Nepoznati parametar |athour= zanemaren (prijedlog zamjene: |author=) (pomoć)
- Balachandra, K. and Swaminath, Sam. 2002. Fire Fetishism in a Female Arsonist?. Canadian Journal of Psychiatry. 47 (5)CS1 održavanje: više imena: authors list (link), pismo uređništvu